# Йоан (херцог на Истрия)
Вижте пояснителната страница за други личности с името Йоан.
Йоан (на латински: Johannes; † сл. 804) е франкски херцог на Истрия (789/799 – 804) през 9 век на Карл Велики.
През 804 г. в град Рисано (днес Рижана, Словения) жители от девет истрийски града се оплакват на Карл Велики за злоупотребления от страна на Йоан. През 807 г. Карл Велики дава управлението на Марка Истрия на Хунфрид I, херцогът на Фриули.